# Sawal
Sawal is een bestuurslaag in het regentschap Banjarnegara van de provincie Midden-Java, Indonesië. Sawal telt 2356 inwoners (volkstelling 2010).